# 크리스티앙 루이 드 마시
크리스티앙 루이 드 마시(Christian Louis de Massy, 1949년 1월 17일 ~ )는 마시 남작부인 앙투아네트와 그녀의 남편이자 국제 테니스 챔피언인 알렉상드르아테나세 노헤스의 아들이다. 그의 할아버지 앙토니 노헤스는 세계적으로 유명한 모나코 그랑프리를 창설했다. 그는 그레이스 켈리와 함께 외삼촌 레니에 3세의 결혼식에서 두 페이지짜리 소년 중 한 명이었다.